# DJ 애슈바
DJ 애슈바(DJ Ashba, 1972년 6월 10일 ~ )는 미국의 기타리스트로, 건즈 앤 로지스의 일원으로 활동하고 있다.